# Daugherty (Pennsylvania)
Daugherty  è una township degli Stati Uniti d'America, nella contea di Beaver nello Stato della Pennsylvania. Secondo il censimento del 2000 la popolazione è di 3.441 abitanti.

## Società

### Evoluzione demografica
La composizione etnica vede una prevalenza della razza bianca (97,09%) seguita da quella afroamericana (1,83%), dati del 2000.
| township di Daugherty Popolazione |       |
| 2000                              | 3.441 |
| Stima al 2009                     | 3.248 |